# Heizei
Cesarz Heizei (jap. 平城天皇 Heizei tennō lub Heijō tennō; 774-824) – 51. cesarz Japonii ery Heian, według tradycyjnego porządku dziedziczenia.
Przed wstąpieniem na tron nosił imię Ate (książę Ate (jap. 安殿 親王 Ate-shinnō). Był najstarszym synem cesarza Kammu i bratem cesarza Saga.
Heizei panował w latach 806-809.
Ze względu na zły stan zdrowia, który nie pozwalał mu na wypełnianie ceremonialnych obowiązków cesarskich, abdykował w 809 r. na korzyść swojego młodszego brata – księcia Kamino – znanego później jako cesarz Saga.
Poprawa stanu zdrowia sprawiła, że chciał ponownie uczestniczyć w rządzeniu państwem. Poparty przez członków rodu Fujiwara osiadł w Narze – dawnej stolicy, gdzie próbował uzyskać poparcie starych rodów niezadowolonych z przeniesienia stolicy do Heian-kyō. W 810 r. wydał dekret nakazujący przeniesienie stolicy z powrotem do Nary, czym naraził się na natychmiastową reakcję cesarza Saga. Po konflikcie zbrojnym z bratem wycofał się z życia politycznego i przyjął święcenia mnisze.
Mauzoleum cesarza Heizei znajduje się w Nara. Nazywa się ono Yamamomo-no misasagi.